# Eccup
Eccup – wieś w Anglii, w hrabstwie ceremonialnym West Yorkshire, w dystrykcie metropolitalnym Leeds. Leży 9 km na północ od centrum miasta Leeds i 281 km na północ od Londynu.